# Stagmatophora
Stagmatophora är ett släkte av fjärilar. Stagmatophora ingår i familjen fransmalar.

## Bildgalleri

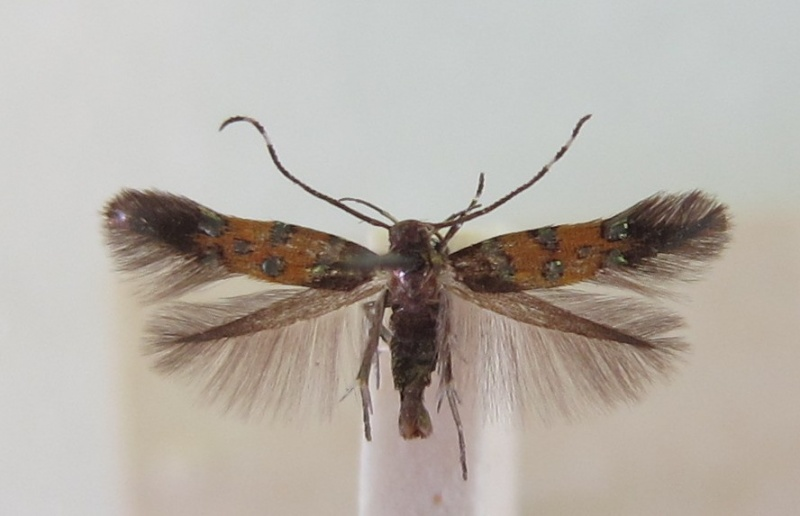

## Dottertaxa tillStagmatophora, i alfabetisk ordning[1]
- Stagmatophora abcedella
- Stagmatophora acanthodes
- Stagmatophora acris
- Stagmatophora aglaopa
- Stagmatophora amseli
- Stagmatophora argyroela
- Stagmatophora auriferella
- Stagmatophora autotoma
- Stagmatophora basanistis
- Stagmatophora buhri
- Stagmatophora callistrepta
- Stagmatophora chopardella
- Stagmatophora clinarcha
- Stagmatophora cyma
- Stagmatophora diakonoffi
- Stagmatophora diversoplaga
- Stagmatophora drosophanes
- Stagmatophora erebinthia
- Stagmatophora faceta
- Stagmatophora flexa
- Stagmatophora floretella
- Stagmatophora gerberanella
- Stagmatophora haploceras
- Stagmatophora heydeniella
- Stagmatophora hieroglypta
- Stagmatophora ilarcha
- Stagmatophora lactipunctella
- Stagmatophora luciliella
- Stagmatophora narcota
- Stagmatophora naviella
- Stagmatophora niphocrana
- Stagmatophora niphosticta
- Stagmatophora notoleuca
- Stagmatophora oxytoma
- Stagmatophora pentagama
- Stagmatophora peristrepta
- Stagmatophora phanoptila
- Stagmatophora pilana
- Stagmatophora quinquecristata
- Stagmatophora rutilella
- Stagmatophora schultzendorffi
- Stagmatophora sclerodes
- Stagmatophora semioceros
- Stagmatophora semmilunaris
- Stagmatophora sordidella
- Stagmatophora spintheropa
- Stagmatophora torquillaepennella
- Stagmatophora trifasciata
- Stagmatophora trimitra
- Stagmatophora vartianae
- Stagmatophora vinsoni